# 비인가 대학
비인가 대학 또는 미인가 대학은 학력 인가를 받지 않은 대학이다. 이 학교의 학위는 정식 학위로 인정받지 못한다. 학위남발학교인 경우가 많다. 일부 신학교는 정부의 학위수여기관 인가 없이 운영된다.

## 같이 보기
- 인가공장